# Loudblast
 (décembre 2021).
Loudblast est un groupe de death metal français, originaire de Lille, dans le Nord. Il est l'un des groupes pionniers de la scène metal française.

## Biographie

### Débuts (1985–1990)
Formé en 1985 à Lille, dans le Nord avec le chanteur et guitariste Stéphane Buriez, le guitariste Nicolas Leclerq, le bassiste François Jamin et le batteur Joris Terrier. Leurs deux premières démos — Behind the Dark Mist (1985) et Ultimate Violence (1986) —, diffusées via un tape trading acharné de par la planète, permettent au groupe de se faire remarquer dès 1986 avec la sortie du désormais culte split LP Licensed to Thrash, qu'il partage avec Agressor. En 1989, le groupe publie son premier album, Sensorial Treatment, et effectue les premières parties de groupes comme Coroner, Watchtower, Sacred Reich et Manowar.

### DeDisincarnateàFragments(1991–1999)
Disincarnate (1991), fruit de leur première collaboration avec Scott Burns au Morrisound Studio de Tampa, en Floride, les propulse sur le devant de la scène européenne sur laquelle ils partagent les tournées de Death, Cannibal Corpse ou encore Sepultura. Loudblast s'impose alors comme le leader incontesté de la scène metal en France.
Le troisième album du groupe, Sublime Dementia, enregistré lui aussi au Morrisound Studio en 1993, voit le début de la collaboration avec le peintre Bolek Budzyn qui signera la majorité des couvertures du groupe. Cette même année, sort le mini LP Cross the Threshold, produit cette fois-ci par Colin Richardson. Le groupe enchaîne alors les dates avec Carcass et Entombed, notamment. Ils sont élus « meilleur groupe live » par Kerrang! à l'occasion de leur passage au Marquee et ont le privilège d'ouvrir pour Iron Maiden au Printemps de Bourges.
Le premier album live du groupe, The Time Keeper, publié en 1995 sera suivi par une longue période de travail et de maquettage dans leur propre studio, le LB Lab. Fragments, d'une orientation musicale plus heavy que les précédents albums, voit le jour en 1998 et devient l'une des meilleurs ventes du groupe. Fin 99, le groupe décide de mettre un terme à l'aventure après la sortie de A Taste of Death, compilation de leurs meilleurs titres et d'inédits.

### Planet Pandemoniumet suite (2002–2010)
Loudblast se reforme à l'occasion du concert de soutien au regretté Chuck Schuldiner en 2002 et décide de reprendre la scène. Alexandre Colin Tocquaine, guitariste du groupe Agressor, rejoint les rangs du groupe qui se met à composer un nouvel album, Planet Pandemonium, sorti en 2004.
2009 et 2010 voient la sortie du premier DVD de Loudblast et la réédition de leurs cinq premiers albums et comprend 17 raretés : les maquettes de Sensorial Treatment et Sublime Dementia, les enregistrements des samplers In the Eyes of Death et Brutal Generation et des titres composés mais jamais commercialisés.
Après un changement de line-up qui voit l'arrivée de deux nouveaux membres : Drakhian, à la guitare et Alexandre Lenormand à la basse, Loudblast est programmé à l'été 2010 sur plusieurs festivals (Motocultor Festival, Hellfest, Léz'Arts Scéniques, Metal Ride Fest).

### Frozen Moments Between Life and Death(2011)
Loudblast publie un nouvel album le 18 avril 2011 chez XIII Bis Records, intitulé Frozen Moments Between Life and Death. En février 2011, Loudblast tourne son clip, Emptiness Crushes My Soul, avec l'actrice pornographique Nina Roberts. Le clip est signé Michael Bernadat à la suite d'une longue collaboration avec le groupe dont le making of, réalisé par Christian Lamet, figure en bonus de l'édition de luxe de Frozen Moments Between Life and Death. C'est aussi le 3e clip du groupe, les deux premiers (Punishement to Come et Disquieting Beliefs) datant du début des années 1990. Le 9 juillet 2011, Loudblast est présent aux côtés du mythique Big 4 (Slayer, Metallica, Megadeth, Anthrax) pour l'édition française du Sonisphere au Snowhall Park d'Amnéville, en Lorraine, où le groupe joue devant plus de 40 000 personnes, soit le plus gros concert de leur carrière. En décembre 2011, Loudblast part pour la première fois sur le continent américain, au Québec, pour 5 dates avec le groupe de thrash Anonymus.

### Burial Ground(2014-2018)
À partir de février 2014, Loudblast parcourt de nouveau la France avec la tournée Brutal Coalition Tour aux côtés de Fleshdoll et de Benighted. Le 23 mai, le groupe participe au festival Rock the Desert à Dubaï, aux Émirats arabes unis. Le groupe part également pour la première fois à l'Ile de la Réunion pour deux concerts les 30 et 31 mai. Le 20 juin, Loudblast est de nouveau à l'affiche du prestigieux festival Hellfest. Le septième album du groupe, Burial Ground, fruit de plus d'un an et demi de travail sort le 5 mai 2014 sur le label Listenable Records. Dès le 6 mai, la promotion de cet album est réalisée avec le clip du troisième titre de l'album, Ascending Straight in Circles.
Le 23 août 2016, Loudblast annonce qu'il jouera pour la première fois l'intégralité d'un de ses album cultes, Sublime Dementia, ainsi que des titres phares de sa discographie jamais interprétés sur scène. A l'occasion de ce "Dementia Tour", c'est Frédéric Leclercq (Sinsaenum, ex-DragonForce) qui remplace Alex Lenormand.
Le 26 janvier 2018 sort le live III Decades Live Ceremony enregistré en avril 2015 à L'Aéronef de Lille et publié sous différents formats dont un imposant coffret rempli d'archives remontant jusqu'à la première démo du groupe en 1985 et un DVD couvrant la plupart des périodes.

### Manifesto(depuis 2020)
En juillet 2020, Loudblast dévoile les premiers éléments de son nouvel album studio intitulé Manifesto Il est produit par HK Krauss et Stéphane Buriez. La pochette est signée Eliran Kantor. Le bassiste de Kreator, ancien DragonForce, Frédéric Leclercq est officialisé comme membre permanent au sein du groupe. C'est Kevin Foley (batteur) qui a assuré toutes les parties de batterie sur Manifesto pendant la convalescence d'Hervé Coquerel, blessé au moment de l'enregistrement. Le disque est annoncé pour début novembre 2020, puis confirmé au 27. Dans sa chronique sur le site Hard Force, Jérôme Sérignac écrit : "Ivresse d’essence, LOUDBLAST a toujours le feu en lui. En 2020, Manifesto voit la formation mettre un peu de lumière dans ses ténèbres quand sa précédente réalisation, Burial Ground, se voulait d’une noirceur implacable. Comme quoi, on peut être et avoir été et ce, pour de longues années encore."
Loudblast a annoncé sur son site officiel l'enregistrement au VAMACARA STUDIO la sortie d'un nouvel album début 2024, nommé Altering Fates and Destinies. Hervé Coquerel reste crédité comme membre permanent pour les concerts mais il a indiqué dans une vidéo publiée notamment sur Facebook qu'il ne souhaitait plus s'occuper des enregistrements studio. C'est donc Nicolas Muller qui a enregistré les batteries pour ce nouvel opus. 

## Membres

### Membres actuels
- Stéphane Buriez - guitare, chant (depuis 1985)
- Hervé Coquerel - batterie (depuis 1992)
- Frédéric Leclercq - basse (depuis 2017)
- Jérôme Point-Canovas - guitare (depuis 2017)

### Anciens membres
- Alex Colin-Tocquaine - guitare (2002-2009)
- François Jamin - basse (1986-2003)
- Joris Terrier - batterie (1984-1990)
- Thierry Pinck - batterie (1990-1992)
- Nicolas Leclerc - guitare (1984-2000)
- Stéphane Jobert - guitare (1994)
- Patrick Everaert - basse (1985-1986)
- Drakhian - guitare (2009-2017)
- Alex Lenormand - basse (2009-2017)
- Junior Rodriguez - Batterie (2015-2016)
- Pierre Jacou (Black Bomb A) - basse (2017)

## Vidéographie
- Live Marcq en Barœul (1993, VHS)
- Live Lyon (1994, VHS)
- Legacy (1999, VHS)
- Loud, Live and Heavy (2009, CD + DVD)
- Live History (VHS, année inconnue)
- III Decades Live Ceremony (2017, DVD)